# Got the Time

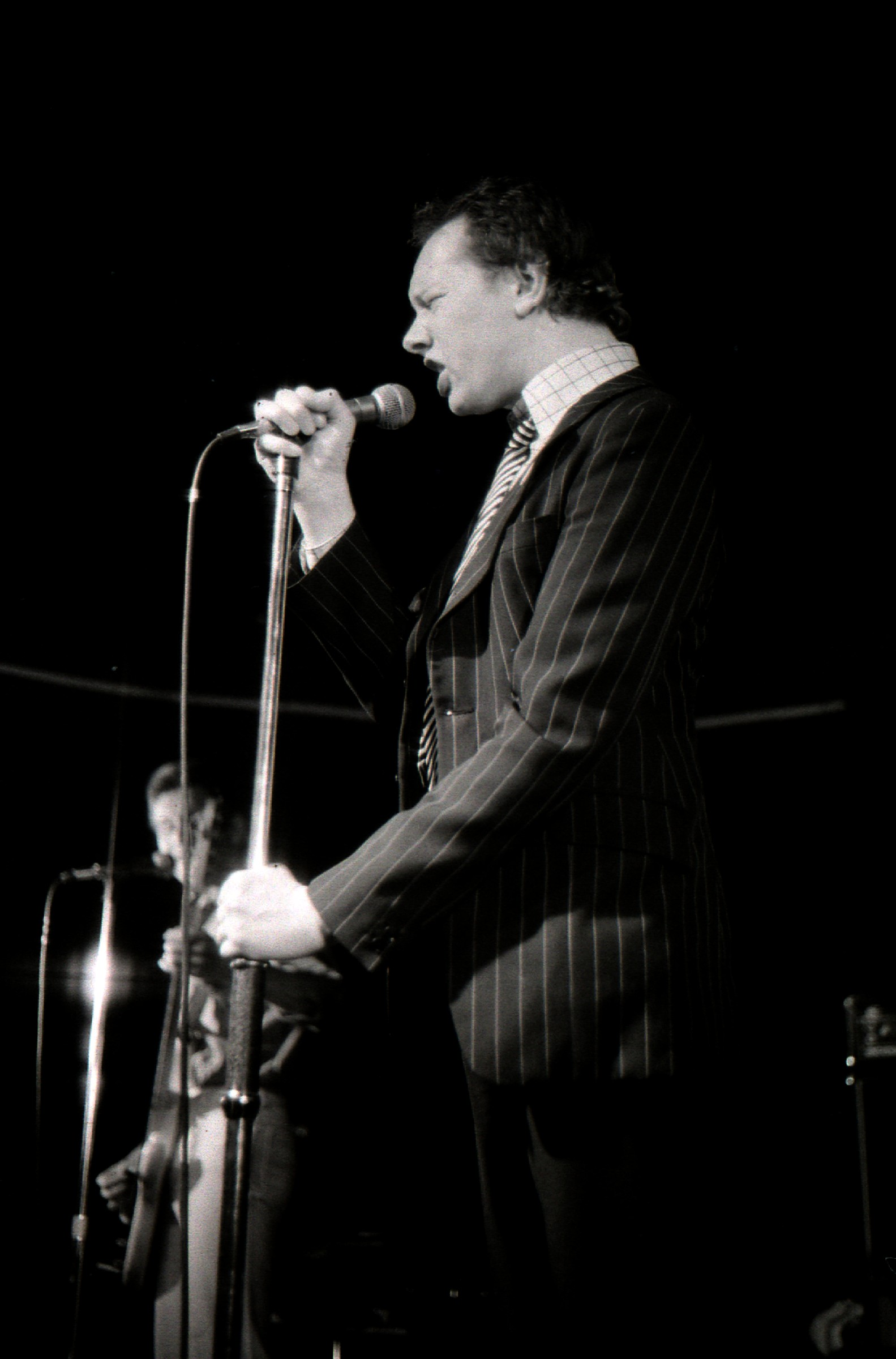
Joe Jackson (1979)

Got the Time ist ein vom britischen Musiker Joe Jackson geschriebener Song, der 1979 auf seinem Debütalbum Look Sharp! erschien. Er wurde oft bei Live-Konzerten gespielt.
Unter anderem wurde der Song 1990 von der Thrash-Metal-Band Anthrax gecovert.

## Hintergrund
Jackson hatte Got the Time 1977 geschrieben, bevor er die endgültige Joe Jackson Band zusammenstellte. Jackson erinnerte sich daran, dass die treibende Natur des Songs für seinen damaligen Schlagzeuger, Dave Cairns († 2019), ein Kampf war. Jackson erklärte in seinen Memoiren A Cure for Gravity: „Got the Time ... bereitete Dave eine Menge Schwierigkeiten. Der Stil, den ich wollte - schnell, scharf und intensiv - war weit entfernt von Daves lockerem, funkigem Ansatz. Ich dachte, dass dieser Typ den Übergang zum New Wave nicht überleben würde.“
Bei einem Live-Auftritt widmete Jackson den Song „jedem da draußen, der ein hektisches Leben führt“. Der Text handelt von einem hektischen Lebensstil, in dem man ständig mit neuen Verpflichtungen und Aufgaben konfrontiert wird.

## Veröffentlichungen
Der Song wurde zum ersten Mal auf Look Sharp! veröffentlicht. Es gibt verschiedene Live-Versionen, eine aus dem Jahr 1980 von der Beat Crazy Tour erschien auf dem Live-Album Live 1980/86, und von 2004 erschien auf Afterlife. Eine Live-Performance wurde auf einer Bonus-CD mit Jacksons Album Volume 4 im Jahr 2003 veröffentlicht. Eine Live-Version erschien auf dem Kompilationsalbum This Is It! (The A&M Years 1979-1989). Auf der Version, die auf Live Music – Europe 2010 erschien, wurde die Gitarre weggelassen, da seine Tourneeband nur aus Graham Maby und Dave Houghton bestand. Er sagte: „Meine Idee war es, die Rhythmusgruppe so überwältigend zu machen, dass man nichts anderes mehr vermisst, und sie sich so richtig austoben zu lassen. Man hat also wirklich nur den Bass, das Schlagzeug und den Gesang, und das funktioniert.“

## Rezeption
Billboard nannte den Song 2003 einen „Klassiker“ und einen „alten Favoriten“. Das Paste Magazine lobte die „manische Energie“ des Songs. Das Glide Magazine stufte ihn als Jacksons zehntbesten Song ein.

## Version von Anthrax
Die US-amerikanische Thrash-Metal-Band Anthrax veröffentlichte auf ihrem im Jahre 1990 erschienen Album Persistence of Time eine Coverversion des Liedes, die am 24. Dezember 1990 als zweite Single ausgekoppelt wurde. Steve Huey vom Onlinemagazin Allmusic bezeichnete Anthrax’ Version als den „herausragenden Titel“ des Albums. Die Single erreichte Platz 16 der britischen Singlecharts.
Joe Jackson schätzte die Version von Anthrax nicht besonders. Gegenüber dem Magazin Q erklärte er, dass er ihre Version etwas „ungeschickt und klobig“ findet. Er bedankte sich aber für die Tantiemen. In einem anderen Interview zeigte sich Jackson verwundert darüber, dass man Anthrax als Speed Metal bezeichnet, da er das Lied mit seiner Band doppelt so schnell spielt wie Anthrax ihre Version.